# Пет Дженнінгс
Пет Дженнінгс (англ. Pat Jennings; нар. 12 червня 1945, Ньюрі) — північноірландський футболіст, воротар.
Лауреат Ювілейної нагороди УЄФА як найвидатніший північноірландський футболіст 50-річчя (1954—2003).

## Клубна кар'єра
Вихованець футбольної школи клубу «Ньюрі Сіті».
У дорослому футболі дебютував 1963 року виступами за команду англійського клубу «Вотфорд», в якій провів один сезон, взявши участь у 48 матчах чемпіонату.
Своєю грою за цю команду привернув увагу представників тренерського штабу клубу «Тоттенхем Хотспур», до складу якого приєднався 1964 року. Відіграв за лондонський клуб наступні тринадцять сезонів своєї ігрової кар'єри. Більшість часу, проведеного у складі «Тоттенхем Хотспур», був основним голкіпером команди. За цей час виборов титул володаря Кубка Англії, ставав володарем Суперкубка Англії з футболу, володарем Кубка УЄФА.
1977 року перейшов до клубу «Арсенал», за який відіграв 8 сезонів. Граючи у складі «канонірів» також здебільшого виходив на поле в основному складі команди. За цей час додав до переліку своїх трофеїв ще один титул володаря Кубка Англії. Завершив професійну кар'єру футболіста виступами за команду «Арсенал» у 1985 році.

## Виступи за збірну
1964 року дебютував в офіційних матчах у складі національної збірної Північної Ірландії. Протягом кар'єри у національній команді, яка тривала понад 20 років, провів у формі головної команди країни 119 матчів, що є рекордом цієї команди.
Був основним голкіпером північноірландської збірної на двох з трьох чемпіонатах світу, в яких команда отримувала право участі у фінальній частині цього найпрестижнішого турніру, — на чемпіонаті світу 1982 та чемпіонаті світу 1986. Саме на мексиканському мундіалі Дженнінгс побив рекорд Діно Дзоффа за віком серед гравців чемпіонатів світу — свій останній матч проти бразильців він провів у свій сорок перший день народження. Також Дженнінгс — єдиний учасник шести відбіркових кампаній чемпіонатів світу, починаючи з відбору до англійського чемпіонату 1966 і закінчуючи мексиканським відбором 1986 року.

## Титули і досягнення

### Командні
- Володар Кубка Англії (2):

«Тоттенгем Готспур»: 1966–67
«Арсенал»: 1978–79
- Володар Суперкубка Англії з футболу (1):

«Тоттенгем Готспур»: 1967
- Володар Кубка англійської ліги (2):

«Тоттенгем Готспур»: 1970–71, 1972–73
- Володар Кубка УЄФА (1):

«Тоттенгем Готспур»: 1971–72

### Особисті
- Найвидатніший північноірландський футболіст 50-річчя (1954—2003)
- Лауреат Нагороди УЄФА за сто матчів, проведених у складі збірної